# Льюисвилл (Техас)
Льюисвилл (англ. Lewisville, /ˈljuː.ɪs.vɪl/) — город, расположенный в округах Дентон и Даллас (штат Техас, США) с населением 95 290 человек по статистическим данным переписи 2010 года.

## География
По данным Бюро переписи населения США Льюисвилл имеет общую площадь в 109,997 квадратного километра, из которых 94,27 кв. километра занимает земля и 15,726 кв. километра — вода. Площадь водных ресурсов составляет 14,3 % от всей его площади.
Город Льюисвилл расположен на высоте 160 метров над уровнем моря.

## Демография
| Год переписи                                          | Нас.   |       | %±     |
| ----------------------------------------------------- | ------ | ----- | ------ |
| 1940                                                  | 873    |       | —      |
| 1950                                                  | 1516   |       | 73,7%  |
| 1960                                                  | 3956   |       | 160,9% |
| 1970                                                  | 9264   |       | 134,2% |
| 1980                                                  | 24273  |       | 162%   |
| 1990                                                  | 46521  |       | 91,7%  |
| 2000                                                  | 77737  |       | 67,1%  |
| 2010                                                  | 95290  |       | 22,6%  |
| 2018                                                  | 106586 | [ 5 ] | 11,9%  |
| 1940–2018 Источники: 1940-1960, 1970—1990, 2000, 2010 |        |       |        |

По данным переписи населения 2010 года в Льюисвилле проживало 95 290 человек. Средняя плотность населения составляла около 1010,8 человек на один квадратный километр.
Расовый состав Льюисвилла по данным переписи распределился следующим образом: 62 263 (65,34 %) — белых, 10 661 (11,19 %) — чёрных или афроамериканцев, 7392 (7,76 %) — азиатов, 623 (0,65 %) — коренных американцев, 67 (0,07 %) — выходцев с тихоокеанских островов, 11 236 (11,79 %) — других народностей, 3048 (3,2 %) — представителей смешанных рас. Испаноязычные или латиноамериканцы составили 27 783 человека, 29,16 % от всех жителей.
Из 37 496 домашних хозяйств в 32,5 % — воспитывали детей в возрасте до 18 лет, 43,8 % представляли собой совместно проживающие супружеские пары, в 12,5 % семей женщины проживали без мужей, 38,5 % не имели семей. Средний размер домашнего хозяйства составил 2,53 человек, а средний размер семьи — 3,21 человек.
Население по возрастному диапазону по данным переписи 2010 года распределилось следующим образом: 24 500 человек (25,71 %) — жители младше 18 лет, 10 696 человек (11,22 %) — от 18 до 24 лет, 19 493 человека (20,46 %) — от 25 до 34 лет, 21 305 человек (22,36 %) — от 35 до 49 лет, 13 059 человек (13,70 %) — от 50 до 64 лет и 6237 человек (6,55 %) — в возрасте 65 лет и старше.
Средний возраст жителей составил 30,9 года. На каждые 100 женщин в Льюисвилле приходилось 97,5 мужчины, при этом на каждые сто женщин 18 лет и старше приходилось 94,4 мужчины также старше 18 лет.